# Луитолд IV фон Регенсберг
Луитолд IV фон Регенсберг (на латински: Comes Liutoldus de Reginsberc et filius suus eiusdem nominis; на немски: Luitold IV/Lütold IV, Graf von Regensberg; * ок. 1140; † 16 ноември 1218 в Аахен или 16 ноември или 18 ноември 1218 в Акон, Палестина) е фрайхер и вероятно първият граф на Регенсберг в кантон Цюрих в Швейцария. Фамилията Регенсберг е знатен род от Швейцария.

## Биография
Той е син на Луитолд III фон Регенсберг († сл. 1187) и съпругата му фон Кренкинген. Внук е на Луитолд II фон Регенсберг († сл. 1152). Потомък е на Луитолд фон Мури († сл. 1083). Брат му Еберхард фон Регенсберг († 1246) е
епископ на Бриксен (1196 – 1200) и архиепископ на Залцбург (1200 – 1246). Сестра му е омъжена за Валтер фон Тойфен. Роднина е на Дитхелм фон Кренкинген († 1206), епископ на Констанц (1189 – 1206), и на Валтер фон Фатц († 18 януари 1213), епископ на Гурк (1200 – 1213).
Луитолд IV фон Регенсберг престроява стария замък. През 1206 г. Луитолд IV фон Регенсберг дарява премонстрантския манастир Рюти. Луитолд IV участва с Рудолф II фон Раперсвил в Петия кръстоносен поход.
Той умира на 16 или 18 ноемвири 1218 г. в Акон, Палестина.

## Фамилия
Луитолд IV фон Регенсберг се жени за графиня фон Кибург-Дилинген, дъщеря на граф Хартман III фон Кибург-Дилинген († сл. 22 август 1180) и графиня Рихенца фон Ленцбург фон Баден († ок. 24 април 1172), внучка на маркграф Херман II фон Баден († 1130). Те имат децата:
- Луитолд V фон Регенсберг Стари († 4 януари 1250), фрайхер на Афолтрон и граф на Регенсберг, женен пр. 6 май 1219 г. за графиня Берта фон Нойшател († сл. 1244); има децата:
  - Гертруд фон Регенсберг († сл. 20 март 1264), омъжена за граф Рудолф III фон Хабсбург-Лауфенбург († 9 октомври 1249)
  - Лютолд VI фон Регенсберг († м/у 30 септември 1284 – 16 февруари 1286), фогт на Св. Блазиен, женен пр. 13 август 1255 г. за Аделбургис фон Кайзерщул († 1282)
  - Улрих I фон Регенсберг († 28 юли 1281), женен за Аделхайд фон Балм († 1314)
- дъщеря († сл. 1236), омъжена за фрайхер Берхтолд фон Ешенбах († между 20 февруари и 19 октомври 1236)
- дъщеря, омъжена за граф Еберхард I фон Лупфен-Щюлинген († сл. 1302)